# Штатлон
Штатлон (њем. Stadtlohn) град је у њемачкој савезној држави Северна Рајна-Вестфалија. Једно је од 17 општинских средишта округа Боркен. Према процјени из 2010. у граду је живјело 20.727 становника. Посједује регионалну шифру (AGS) 5554056, NUTS (DEA34) и LOCODE (DE SLO) код.

## Географски и демографски подаци
Штатлон се налази у савезној држави Северна Рајна-Вестфалија у округу Боркен. Град се налази на надморској висини од 50 метара. Површина општине износи 79,1 km². У самом граду је, према процјени из 2010. године, живјело 20.727 становника. Просјечна густина становништва износи 262 становника/km².

## Међународна сарадња
| Мјесто    | Држава    | Врста сарадње | Од    |
| --------- | --------- | ------------- | ----- |
| Динкеланд | Холандија | партнерство   | 1975. |
| Сан Вито  | Италија   | партнерство   | 1983. |
| Извор     |           |               |       |